# 馬尼科雷
5°48′32″S 61°18′0″W / 5.80889°S 61.30000°W

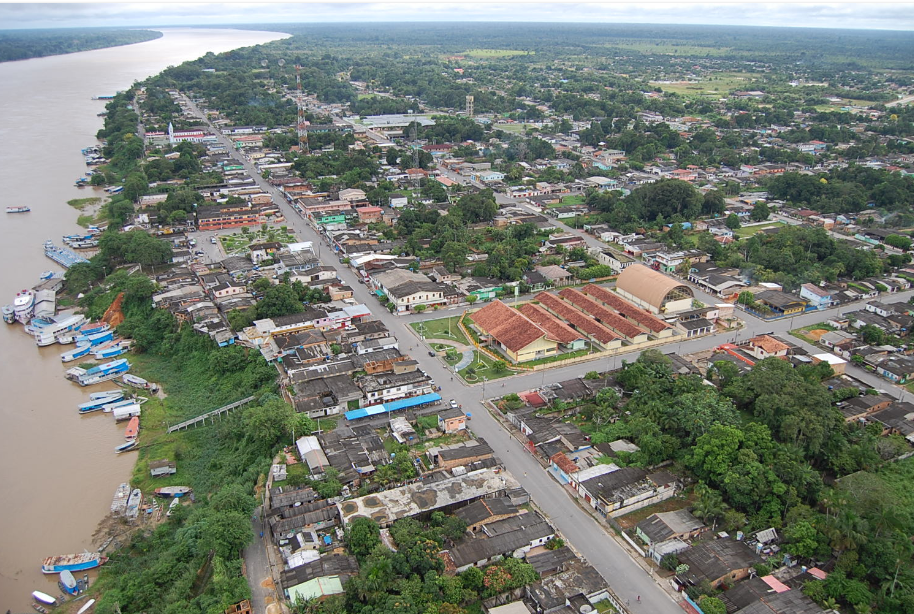
馬尼科雷

馬尼科雷（葡萄牙語：Manicoré）是巴西的城鎮，位於該國北部，處於瑪代拉河畔，由亞馬遜州負責管轄，面積48,282平方公里，2014年人口52,200，人口密度每平方公里1.08人。